# 多孔新正花介
多孔新正花介（学名：Neocytheridies punctata）为荊花介科新正花介屬下的一个种。